# O Pequeno Herói
O Pequeno Herói é uma novela de Fiódor Dostoiévski, escrita em 1849, na época em que o autor cumpria pena de prisão. Segundo o próprio autor, trabalhar nesta pequena obra foi a salvação em meio ao horror que o cercava, transportando-se assim, para a pureza de sentimentos de uma criança ao despertar para o amor.

## Enredo
O narrador, um menino com pouco menos de onze anos, começa a compreender os seus sentimentos quando passa uma temporada à aldeia de um parente seu, nos arredores de Moscovo, vendo-se cercado por todo o tipo de pessoas. Mas as circunstâncias o põe na mira de uma beldade loura, fútil porém alegre e graciosa, que o atormenta; e sua amiga Madame Natalie M., calada e reservada, embora atenta e amorosa, por quem o narrador se vê apaixonado ao observar seu estranho comportamento.

## Edições
Só foi publicado na Rússia após a prisão de Dostoiévski em 1857.
Publicado em 2007 pelas Publicações Europa-América numa tradução de Consiglieri Sá Pereira.